# Суда викингов

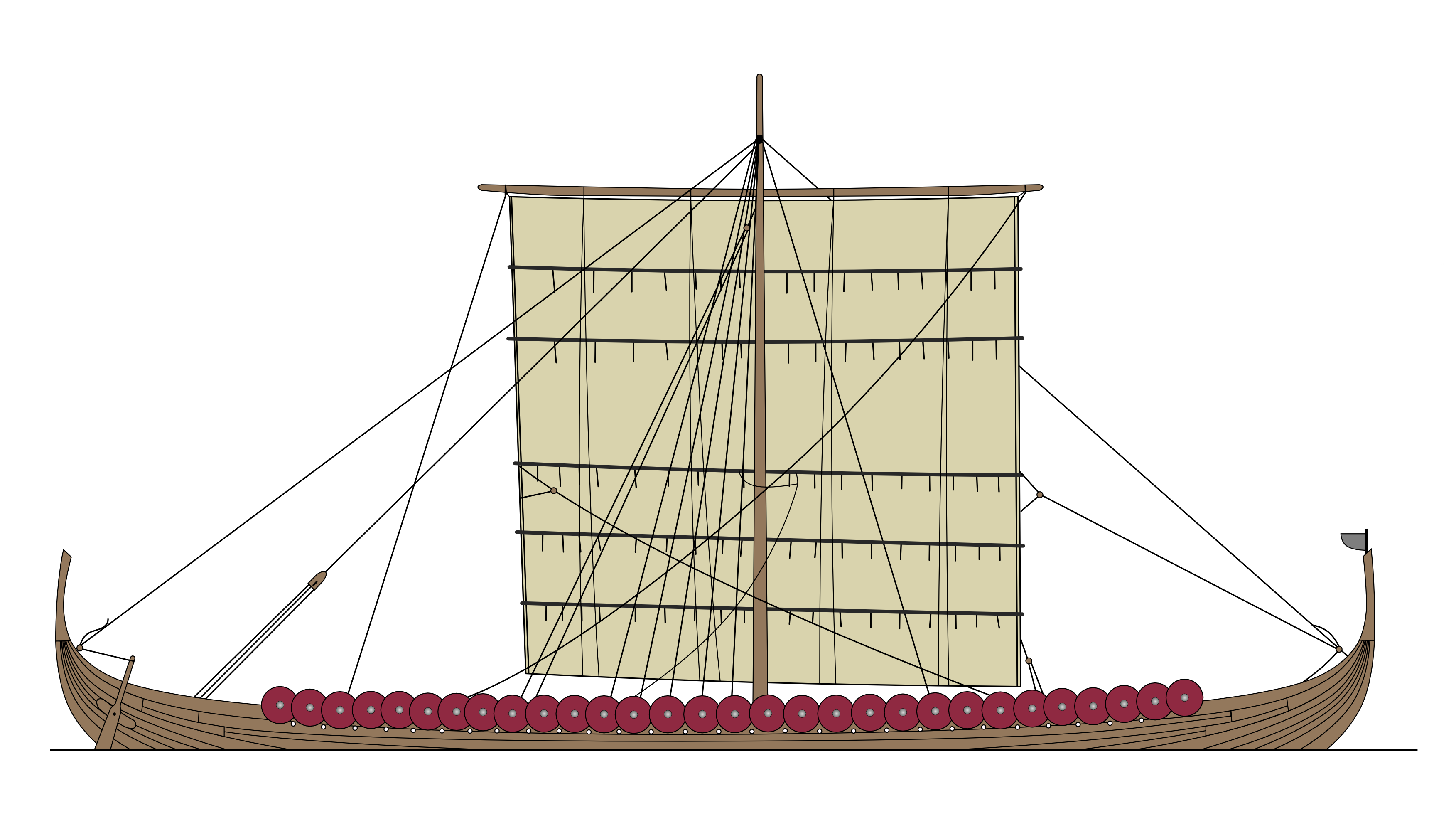
Драккар викингов (современное изображение)

Корабли викингов

Флот викингов состоял преимущественно из боевых кораблей, которые назывались драккарами, и торговых судов, кнорров. Корабли могли служить временным жилищем — поскольку они имели мощный киль, их можно было волоком вытащить на берег и, укрепив, оборудовать как дом. Военные корабли первоначально были вёсельными, но в дальнейшем (в соответствии с общей тенденцией развития флота) викинги стали применять в дополнение парус, а потом и вовсе отказались от вёсел.

## Корабли викингов
Викинги были опытными судостроителями, создававшими самые совершенные корабли своей эпохи. Боевые корабли и торговые суда позволяли мужчинам посещать заморские страны, а переселенцы и исследователи пересекали море в поисках новых земель и богатств. У себя на родине викинги пользовались рыбацкими лодками, паромами и байдарками. Во времена викингов путешествия через горы, дремучие леса, болота и глубокий снег были трудными. Многочисленные реки, озёра и прочие водные пути Скандинавии давали викингам простой и удобный способ передвижения.
О масштабах древнескандинавского кораблестроения свидетельствуют исследования современных археологов, которыми, к примеру, подсчитано, что к началу XI века общая потребность в парусине для военных, торговых и рыболовных судов одних лишь Норвегии и Дании составляла около 1 млн. м², для чего требовалось столько шерсти, сколько могли дать в год 2 млн овец.

### Боевые корабли
Самыми знаменитыми судами викингов, несомненно, были их эффективные боевые корабли, известные как драккары («драконьи корабли»). Это были длинные, изящные суда, быстроходные, надёжные и при этом достаточно лёгкие для гребли или переноса их на руках в случае необходимости. Такие корабли были рассчитаны для захода в мелководные реки и причала к пологим берегам, что позволяло викингам заставать своих врагов врасплох. Обычно драккары изготовлялись преимущественно из ясеня и имели около 18 м в длину и 2,6 м в ширину. Самое крупное из известных судов достигало 28 м в длину и 4,5 м в ширину. Число гребцов могло быть от 26 до 70 человек, они располагались в ряд по обе стороны корабля. Вёсла же не вставлялись в уключины, а пропускались сквозь специальные отверстия (так называемые «гребные люки»). Для боя корабли сходились обычно на вёслах; если при этом была возможность держать по борту щиты (то есть если корабль был выстроен так, что щиты не перекрывали отверстия для вёсел и не мешали грести), они до самого момента рукопашной служили дополнительной защитой гребцам.

### Торговые суда
Корабли, использовавшиеся купцами и переселенцами, викинги называли кноррами. Эти суда были шире, чем драккары, глубже, имели меньшую скорость. Они вмещали от 30 до 40 человек.

### Кораблевождение
Викинги были искусными мореходами. Они могли плыть много дней вдали от берегов, не отклоняясь от намеченного курса, без помощи навигационных приборов. Они держали курс по солнцу, луне и звёздам. Викинги хорошо изучили повадки морских животных и птиц, что также помогало им. Многие саги повествуют о том, как мореплаватели определяли своё точное положение в океане, учитывая количество дней, проведённых ими в море, скорость корабля, приливы и отливы, течения и погодные условия.

### Мачта и парус
Паруса сшивались из нескольких кусков ткани. Парус имел форму прямоугольника. Высота мачты обычно не превышала 12 метров, а ширина паруса - 20. По мнению археологов, исследовавших точные модели древних судов, система оснастки на них была такова, что позволяла при любом курсе относительно ветра придавать парусу оптимальную форму. Боковые и особенно нижние края (по-морскому «шкаторины») были снабжены целой паутиной снастей, позволявших нужным образом растягивать парус, а к нижним («шкотовым») углам могли крепиться особые шесты («шпирты»), которые удерживали в требуемом положении эти углы, вынесенные далеко за борта. Следует упомянуть и важную особенность конструкции корпуса: мощный, выступающий киль, одновременно игравший роль фальшкиля и мешавший ветру сносить судно вбок. По мнению датских специалистов, всё это позволяло ходить под углом менее шестидесяти градусов к ветру. Мачты на кораблях викингов были съёмными. Команда могла поднять или опустить её в случае необходимости самостоятельно, не прибегая к каким-либо подъёмным устройствам вне корабля. Мачта ставилась на тяжёлый деревянный упор (этот упор за его форму называли «мачтовой рыбой»), задвигалась надёжным запором и растягивалась тремя прочными канатами: спереди — штагом, а по бокам — вантами, несколько смещёнными назад.

### Строительство кораблей

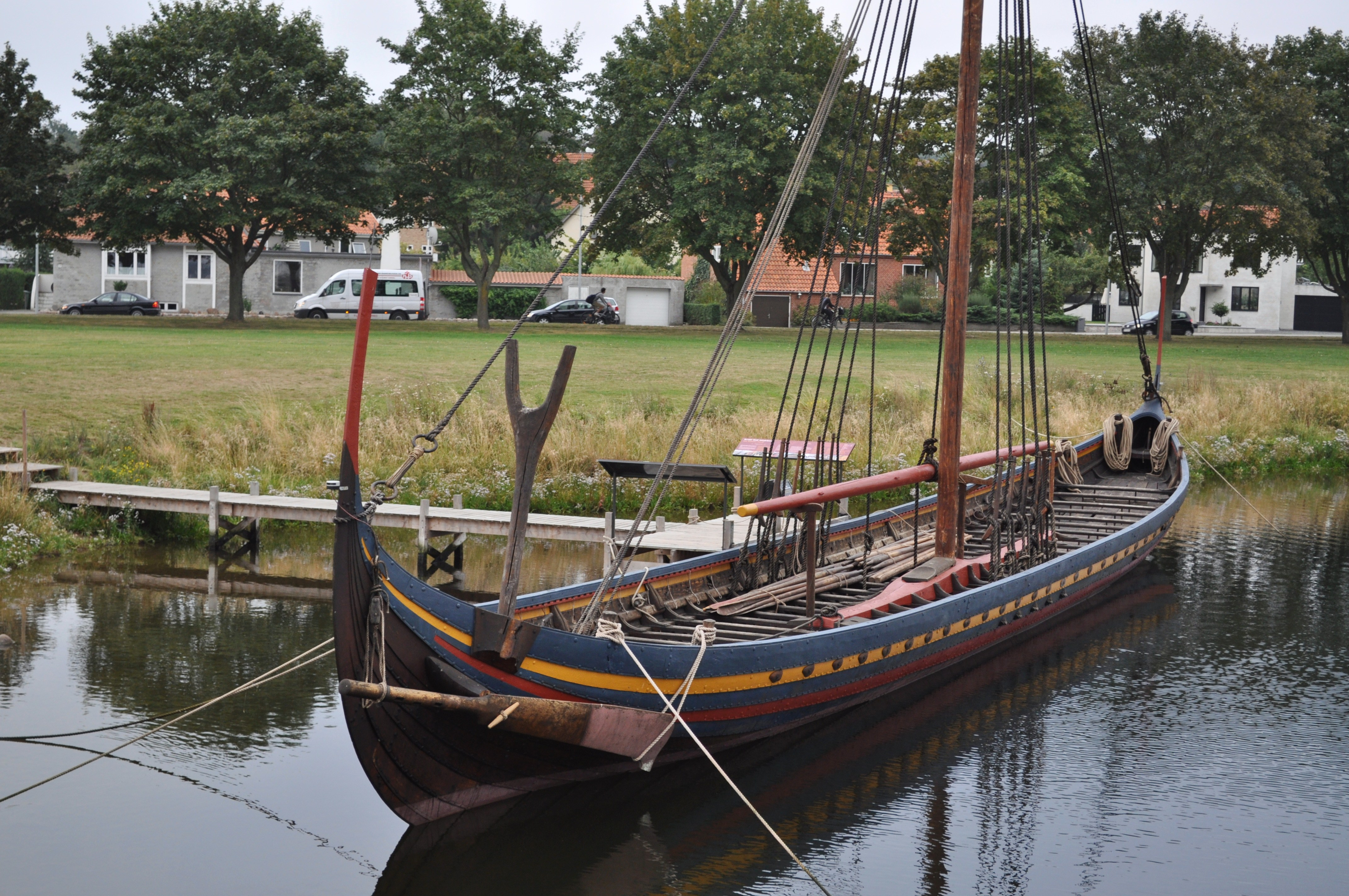
Драккар викингов (современная модель)

#### Доски
Срубив дерево, его разделывали не сразу. Приготовленное бревно раскалывали вдоль с помощью клиньев на две половинки. Потом — ещё и ещё пополам. Как показали эксперименты, из ствола поперечником около метра выходило примерно двадцать одинаковых досок толщиной до 3 см.
Для постройки использовались доски шириной от 0,5 м (0,8 фут) для самых первых грубых экземпляров, для плавания по внутренним рекам; до 0,2 — 0,3 м (0,4 — 0,5 фут) для морских походов.
Следовательно из кругляка выходило максимум 8 досок. А для стрингера только 4 доски из кругляка двойным диаметром по сравнению к ширине доски.

#### Инструменты
Выбор инструментов у викингов был весьма широк и в умелых руках был достаточным, однако важнейшим орудием был топор. Топоры использовались нескольких типов, в зависимости от вида работ. Такое пристрастие к топору не случайно. Пила лохматит и разгрызает древесные волокна, а топор идёт вдоль них. Распиленная деталь впитывает больше влаги, что было бы губительно для кораблей.

#### Заклёпки и гвозди
Согласно археологическим данным, в западной части Балтийского моря обшивку корабля скрепляли рядами стальных заклёпок. Жители Восточной Балтии предпочитали пользоваться деревянными гвоздями, которые, вставив, расклинивали деревянными же клинышками. Для конопачения здесь использовали мох, в то время как на западных берегах Балтийского моря между досками закладывали просмолённый шнур. Как пишут учёные, оба метода имеют свои достоинства и недостатки. Деревянный шпенёк, в отличие от стальной заклёпки, не ржавеет, а разбухнув, только прочнее будет держаться. Однако для достижения одинаковой прочности их требуется больше, а значит, больше делается отверстий, притом что каждое — потенциальная течь.
Обшивка судна менялась по мере роста навыка корабелов и совершенствования технологии и конструкции построения судов. Наиболее древние находки показывают предпочтительную технологию вязания обшивки как к шпангоутам, так и между собой. От такой технологии карабелы не отошли даже в последних (найденных) судах. Обшивка днища выполнялась вязанием обшивки к шпангоутам через клампы, междыдовые швы клепались металлическими заклёпками через шайбы. Выше стрингера обшивка клепалась как между собой так и на шпангоуты.